# Sakura taisen: Sumire
Pour plus de détails, voir Fiche technique et Distribution.
Sakura taisen: Sumire, stylisé Sakura Wars - Su.Mi.Re, est un dessin animé de Hitoyuki Matsui avec le studio Radix sortie en 2001. 

## Synopsis
Sumire commence à avoir du mal à maintenir sa puissance sprirituelle et ne pourra plus contrôler son Koubu très longtemps encore. Ayant pris la décision de quitter la Division des Fleurs en pleine gloire, elle décide de faire un dernier tour de piste avant de la quitter.

## Fiche technique
- Titre : Sakura taisen: Sumire
- Titre original : 『サクラ大戦』～神崎すみれ引退記念～「す・み・れ」
- Réalisation : Hitoyuki Matsui
- Screenplay : Hiroyuki Kawasaki
- Compositeur : Kouhei Tanaka
- Composition des personnages originaux : Kōsuke Fujishima
- Composition des personnages : Hidenori Matsubara
- Date de sortie : 2002 (au Japon) - ? (France)
- Film japonais
- Format :
- Genre : film d'animation, science-fiction
- Durée : 24 minutes
- Public : adultes et adolescents

## Distribution des voix

### Version japonaise
- Michie Tomizawa : Sumire Kanzaki
- Ai Orikasa : Kaede Fujieda
- Akio Suyama : Ichiro Ogami
- Chisa Yokoyama : Sakura Shinguji
- Kazue Ikura : Reni Milchstrasse
- Kumiko Nishihara : Iris Chateaubriand
- Maya Okamoto : Orihime Soletta
- Mayumi Tanaka : Kanna Kirishima
- Urara Takano : Maria Tachibana
- Yuriko Fuchizaki : Ri Kohran
- Keiji Hirai : Newscaster

## Commentaire
- Édité chez AK Vidéo.
- Cet OAV a été créé à la suite de la décision de Michie Tomizawa (seiyū de Sumire) de se retirer de la série Sakura Wars. Il a donc été décidé de faire également partir le personnage de la saga au travers d'un épisode spécial.